# Cristino Gasós
Cristino Gasós Samitier (Huesca, 6 de julio de 1876-enero de 1944) fue un poeta, abogado y político español.

## Biografía
Nacido en Huesca  el 6 de julio de 1876, era nieto de Cristino Gasós Franco e hijo de Antonio Gasós Espluga. Cultivó la poesía y fue concejal del Ayuntamiento de Huesca durante la dictadura de Primo de Rivera. Aprendió a hablar el aragonés ribagorzano en Ariéstolas, donde poseía una casa. Falleció en enero de 1944.